# جون بول جونز دي جوريا
جون بول جونز دي جوريا (بالإنجليزية: John Paul DeJoria)‏ (ولد في 13 إبريل 1944) رجل أعمال أمريكي، ملياردير عصامي وفاعل خير. يعرف بسبب مساهمته في تأسيس خط بول ميتشيل لمنتجات الشعر وشركه باتون سبيرتيز.

## السيرة الذاتية

### النشأة والتعليم
ولد جون بول جونز دي جوريا في 13 إبريل في عام 1944 في حديقة إيشوبارك في أحياء مدينه لوس أنجلوس، كاليفورنيا. لأبوين مهجرين، الأب مهاجر إيطالي والأم مهاجرة يونانية. إنفصل والديه عندما كان يبلغ من العمر عامين فقط. وبحلول السنة التاسعة بدأ في بيع كروت تهنئه أعياد الميلاد والصحف مع أخوه الأكبر سنا ليوفروا مصاريف العائلة.
كبر دي جوريا في مدينة أتووتر في مقاطعة ميرسيد، كاليفورنيا. ثم إلتحق دي جوريا بمدرسة أتووتر الابتدائية ثم مدرسة جون مارشال الثانوية . تم إرسال الأطفال إلى دار رعاية في شرق لوس أنجلوس عندما تم إثبات عدم قدرة الأم على تحمل مصاريف رعاية طفليها.
في شبابه، إنضم دي جوريا إلى إحدى عصابات الشوارع، ولكنه قرر الخروج منها وتغيير حياته بعد أن اخبره مدرس الرياضيات في فترة تعليمه الثانوي بالتالي:
"لن تنجح في أي شيء طوال فترة حياتك".
كانت هذه الجملة سببا من أسباب تغيير نمطط حياته واستقامته حيث تخرج من المدرسة الثانوية في عام 1962.

### الحياة العملية
أمضى دي جوريا العامين التاليين في القوات البحرية للولايات المتحدة، في فصيل يو إس إس (USS). بعد إنهائه فترة التجنيد، إلتحق دي جوريا بالعديد من الوظائف بداية من بواب إلى بائع تأمين شخصي.
دخل دي جوريا مجال العناية بالشعر كموظف في معامل ريدكن. سريعا ما طرد من منصبه بعد احتجاجه على بعض إستراتيجيات عن كيفية إداره الأعمال. في عام 1980، أنشا نظام جون بول ميتشل مع مصفف الشعر الشهير بول ميتشيل بقرض 700 دولار. في الوقت الذي كان يعيش فيه في سيارة رولز رويس قديمة عمرها 20 عامًا.
ساهم دي جوريا في تشييد شركة باتون سبيرتيز في عام 1989. كما ساعد في تشييد سلسلة ملاهي البيت الأزرق الليلية. لدي جوريا العديد من المساهمات في العديد من الشركات كشركة بترول مدغشقر، بيرن روم، مزرعة بيسون، شركة أولتي للفدوكا، الطاقة الشمسية، شركة صن كينج للطاقة الشمسية، شركة تيلتش ستون للغاز الطبيعي، شركة ثري ستار للطاقة، محطة دايموند مالتي ميديا، شركة هارلي ديفيدسون للشحن، شركة دايمون (دي جوريا) مطور تكنولوجيا الموبايل روك أميريكاس، شركة جون بول للحيوانات الأليفة (تهتم بتصفيف شعر الحيوانات والعناية بهم).
دي جوريا مساهم نشط في مجال صناعة الأفلام كمنتج وكممثل. فقد ظهر بشخصيته الحقيقة في العديد من البرامج والمسلسلات مثل الفيلم الكوميدي
لا تعبث مع زوهان عام 2008. كما ظهر في ذي بيج تيس في دور جون بول ميتشيل. غير ظهوره في عرض ويدز المباشر الموسم الثاني على شبكة شوتايم. إنحصر ظهوره بعد ذلك في التلفاز على إعلانات باترون في نوفمبر 2011. في عام 2012، بواسطة فيديو، أظهر دي جوريا دعمه لكابتن بول واتسون في مجموعة راعي البحر للحماية.
في نوفمبر 2013، ظهر دي جوريا في برنامج شارك تانك على هيئة الإذاعة الأمريكية- شبكة ايه بي سي (ABC) كضيف مستثمر بدلا من الضيف التقليدي روبرت هيرجافيك.يعتبر دي جوريا هو ثاني أغنى شخص يأتي البرنامج بعد رجل الأعمال الشهير مارك كوبان.

### الحياة الشخصية
أعطى كلا من دي جوريا وزوجته إلويز برودي مبلغ 48,000 دولار للسيناتور تيد كروز، وبأكثر من 5000 دولار لمحافظ تكساس ريك بيري.
إشتهر دي جوريا بدعمه الكبير لمنظمة "الغذاء لأفريقيا". ففي عام 2008، سافر دي جوريا للصحراء الكبرى بأفريقيا للانضمام للمناضل والزعيم الأفريقي نيلسون مانديلا لمساعدته في إطعام أكثر من 17,000 طفل يتيم كهدف أولي للمنظمة. في نفس العام إستطاعت شركته توفير ما يقرب من 400,000 وجبه ناقذة للحياه للأطفال.

## وصلات خارجية
- جون بول جونز دي جوريا على موقع IMDb (الإنجليزية)
- جون بول جونز دي جوريا على موقع قاعدة بيانات الفيلم (الإنجليزية)

- الموقع الرسمي لجون بول دي جوريا.
- حوار مع جون دي جوريا.
- جون بول دي جوري- قوة الرفض.
- قصة رجل تحول من كونه مشردا إلى ملياردير.
- قواعد النجاح العشر لدي جوريا.